# Joe Martinelli
Joseph Martinelli (1916. augusztus 22. – 1991. július 20.) amerikai válogatott labdarúgó.